# Riera de Sorreigs
Riera de Sorreigs este o arie protejată (arie specială de conservare — SAC, sit de importanță comunitară — SCI) din Spania întinsă pe o suprafață de 286,6 ha, integral pe uscat.

## Localizare
Centrul sitului Riera de Sorreigs este situat la coordonatele 42°00′27″N 2°10′37″E / 42.0075°N 2.1769°E.

## Înființare
Situl Riera de Sorreigs a fost declarat sit de importanță comunitară în septembrie 2006 pentru a proteja 22 de specii de animale. Situl a fost protejat și ca arie specială de conservare în noiembrie 2014.

## Biodiversitate
Situată în ecoregiunea mediteraneană, aria protejată conține 8 habitate naturale: Formațiuni stabile xerotermofile de Buxus sempervirens pe pante stâncoase (Berberidion p.p.), Păduri de stejar sau de stejar și carpen sub-atlantice și medio-europene de Carpinion betuli, Păduri de Quercus ilex și Quercus rotundifolia, Galerii de Salix alba și de Populus alba, Păduri pe pante, grohotișuri și ravene de Tilio-Acerion, Păduri aluvionare cu Alnus glutinosa și Fraxinus excelsior (Alno-Padion, Alnion incanae, Salicion albae), Păduri de pin mediteraneene cu pini mezogeni endemici, Pante stâncoase calcaroase cu vegetație casmofită.
La baza desemnării sitului se află mai multe specii protejate:
- păsări (16): uliu porumbar (Accipiter gentilis gentilis), rață mare (Anas platyrhynchos), șorecarul comun (Buteo buteo), caprimulg (Caprimulgus europaeus), Certhia brachydactyla, porumbel gulerat (Columba palumbus), cinteză (Fringilla coelebs), capîntortură (Jynx torquilla), sfrâncioc roșiatic (Lanius collurio), ciocârlie de pădure (Lullula arborea), pițigoi de brădet (Periparus ater), mărăcinar negru (Saxicola torquatus), turturică (Streptopelia turtur), silvie roșcată (Sylvia cantillans), pănțărușul (Troglodytes troglodytes), pupăză (Upupa epops)
- mamifere (4): vidră de râu (Lutra lutra), liliac cărămiziu (Myotis emarginatus), liliacul mare cu potcoavă (Rhinolophus ferrumequinum), liliacul mic cu potcoavă (Rhinolophus hipposideros)
- nevertebrate (1): Austropotamobius pallipes
- pești (1): Achondrostoma arcasii

Pe lângă speciile protejate, pe teritoriul sitului au mai fost identificate 4 specii de amfibieni, 7 specii de mamifere, 1 specie de pești, 2 specii de reptile.